# Tylko dla zakochanych
Tylko dla zakochanych - trzeci album studyjny Sławy Przybylskiej wydany 6 marca 1960 roku przez Polskie Nagrania i Pronit. Płyta zawierała nagrania artystki dokonane w studio Polskich Nagrań w Warszawie. Na albumie znalazły się również trzy utwory instrumentalne w wykonaniu Orkiestry Ryszarda Damrosza. Album pierwotnie ukazał się w formie 10-calowej płyty gramofonowej i jest dostępny w serwisach oferujących digital download

## Lista utworów
Strona a:
1. Piove [Ciao, ciao bambino] (Domenico Modugno - Ola Obarska)
2. Tango capriccio (Ryszard Sielicki)
3. O przyjdź nocy zła (Joseph Kosma - Kazimierz Szemioth (psued. Lucjan Kaszem)
4. Pamiątka z Zakopanego (Tadeusz Hejda)

Strona b:
1. Straciłam twe serce (Władysław Szpilman - Henryk Szpilman (psued. Henryk Herold)
2. Crescendo (Piotr Leśnica)
3. Tak mało cię znam (Władysław Szpilman - Jerzy Jurandot)
4. Z tobą (Jan Kozłowski - Stanisław Werner, Mirosław Łebkowski)

## Charakterystyka albumu
Album Tylko dla zakochanych zawiera nagrana Sławy Przybylskiej dokonane w studio Polskich Nagrań w Warszawie z towarzyszeniem Orkiestry Polskiego Radia pod dyrekcją Stefana Rachonia. Dodatkowo na płycie znalazły się trzy utwory instrumentalne w wykonaniu Orkiestry Ryszarda Damrosza. Album był promowany wydanym w 1960 roku przez Polskie Nagrania w singlem w postaci płyty szelakowej.

## Płyta szelakowa promująca albumTylko dla zakochanych
- [1960] Muza 3330 - Tak mało cię znam / Straciłam twe serce[6]

## Muzycy
- Sława Przybylska - śpiew
- Orkiestra Polskiego Radia p/d Stefana Rachonia - akompaniament
- Orkiestra Ryszarda Damrosza - wykonanie utworów instrumentalnych